# Rock Island Festival
Il Rock Island Festival è un festival musicale che si svolge a Bottanuco in provincia di Bergamo dal 1992. Nel 2011 ha festeggiato la XX edizione diventando un dei festival più longevi che si svolgono in Italia
Nel 2014 dopo 22 edizioni ha interrotto temporaneamente l'attività.
Si svolgeva in più serate e l'entrata è gratuita. Il ricavato delle consumazioni veniva devoluto in beneficenza. Vengono invitati alcuni tra gli artisti italiani più conosciuti in ambito rock indipendente.

## Edizioni
| Anno | Principali partecipanti |
| ---- | --- |
| 1995 | Marlene Kuntz, Crummy Stuff |
| 1996 | Uzeda, Afterhours, Hogwash, Lula |
| 1997 | One Dimensional Man, Diaframma, Santo Niente, Zoo |
| 1998 | Santa Sangre, Flor, Tre Allegri Ragazzi Morti, |
| 1999 | Three Cool Cats, The Bag One, Ulan Bator, Virginiana Miller, Jinx |
| 2000 | Neurodisney, Julie's Haircut, One Dimensional Man, Elettrojoyce |
| 2001 | Bartók, Malfunk, Jennifer Gentle, Cut |
| 2002 | Hogwash, Fluxus, Mistonocivo, Zu |
| 2003 | Giardini di Mirò, Lara Martelli, La Camera Migliore |
| 2004 | Paolo Benvegnù, Cesare Basile, Marco Parente, Tre Allegri Ragazzi Morti, Sux! |
| 2005 | One Dimensional Man, Gea, Dilaila, Deasonika, Vanillina, Marta sui Tubi, Fabrizio Coppola, Giorgio Canali, Edwood, Offlaga Disco Pax                                                               |
| 2006 | Valentina Dorme, Baustelle, Settlefish, The Di Maggio Connection |
| 2007 | Giorgio Canali, Linea 77, Giardini di Mirò, Moltheni, Hogwash, Torquemada, Lombroso |
| 2008 | Canadians, Amari, Manetti Bros., Tre Allegri Ragazzi Morti, Dente, Amor Fou, Don Turbolento, Offlaga Disco Pax, Yuppie Flu                                                                         |
| 2009 | Paolo Benvegnù, Macno, Marta sui Tubi, Grenouille, Zen Circus, Il Pan del Diavolo, Ministri, The Records, Diaframma, Claudia Is on the Sofa                                                        |
| 2010 | Zu, Chaos Phisique, Moltheni, Giuliano Dottori, Massimo Volume, Valentina Dorme, Zen Circus, Edda                                                                                                  |
| 2011 | Zu, One Dimensional Man, Ardecore, Bud Spencer Blues Explosion, Il Cielo di Baghdad, Verdena, Virginiana Miller, Mariposa                                                                          |
| 2012 | Appaloosa, Giardini di Mirò, Calibro 35, A Toys Orchestra, The Last Fight, Cut |
| 2013 | Sanpietro, Jerry Moovers, Let It Slide, Veracash, Juda, La notte dei lunghi coltelli, Polar for the Masses, Le Capre a Sonagli, Mr. Bison, Sikitikis, Radio Days, Sadside Project, Arcane of Souls |